# 第2届中国电影金鸡奖
第2届中国电影金鸡奖是中国电影家协会為表彰1982年度杰出国产片颁发的奖项。颁奖典礼于1982年5月在中国陕西省西安市举行。

## 提名名单
| 最佳故事片 - 《邻居》 - 《沙鸥》 - 《西安事变》                                                                       | 最佳导演 - 成荫－《西安事变》 - 水华－《伤势》 - 郑洞天、徐谷明－《邻居》                                                                        |
| 最佳男主角 - 张雁－《月亮湾的笑声》饰 江冒富 - 金安歌－《西安事变》饰 张学良 - 冯汉元－《邻居》饰 刘力行              | 最佳女主角 - 李秀明－《许茂和他的女儿们》饰 四姑娘 - 任冶湘－《乡情》饰 翠翠 - 张瑜－《小街》饰 俞                                               |
| 最佳男配角 - 孙飞虎－《西安事变》饰 蒋介石 - 于绍康－《喜盈门》饰 仁文爷爷                                            | 最佳女配角 - 贺小书－《被爱情遗忘的角落》饰 菱花 - 张金玲－《许茂和他的女儿们》饰 三姑娘 - 王立华－《女兵》饰 高柿 - 王玉梅－《喜盈门》饰 仁文妈 |
| 最佳编剧 - 张弦－《被爱情遗忘的角落》 - 辛显令－《喜盈门》                                                            | 最佳道具 - 《邻居》－刘清标 - 《子夜》－钱章雄 - 《伤势南昌起义》－杨允铭、张先春、武振山                                                        |
| 最佳戏曲片 - 空缺 - 《李慧娘》                                                                                        | 最佳纪录片 - 《先驱者之歌》 - 《莫让年华付流水》                                                                                                 |
| 最佳美术片 - 空缺 - 《猴子捞月》 - 《南郭先生》                                                                       | 最佳科教片 - 《蜜蜂王国》 - 《胆结石的奥秘》 - 《蚜茧蜂》 - 《长白山珍奇》 - 《白蚁王国》                                                        |
| 最佳摄影 - 《伤势》、《许茂和他的女儿们》－邹积勋 - 《西安事变》－高洪涛、郑煜元、陈万才 - 《路漫漫》－蔡继渭、许连庆 | 最佳美术 - 《子夜》－韩尚义、瞿然馨、李华忠 - 《伤势》－陈一云 - 《被爱情遗忘的角落》－陈德生、吴绪金                                            |
| 最佳音乐 - 《喜盈门》－杨绍梠 - 《沙鸥》－王酩 - 《乡情》－杨庶正                                                     | 最佳录音 - 《沙鸥》－张瑞坤 - 《许茂和他的女儿们》－甄明哲 - 《子夜》－苗振宇、冯德耀                                                            |
| 最佳剪辑 - 《伤势》、《知音》－傅正义                                                                                 | 最佳特技 - 《李慧娘》－戈永良、陈继章、周浩斐 |
| 最佳服装 - 《阿Q正传》、《南昌起义》－曹颖平 - 《被爱情遗忘的角落》－帅芙蓉                                           | 最佳化妆 - 《西安事变》－王希钟、李恩德 - 《许茂和他的女儿们》－孙月梅 - 《南昌起义》－杨龙生                                                    |

## 特别奖项
- 评委会特别奖
  - 荣誉奖：《喜盈门》
  - 新闻纪录片：《钢铁长城》
  - 导演：张暖忻（《沙鸥》）